# Emirato del Caucaso settentrionale
L'Emirato del Caucaso settentrionale (in ceceno Къилбаседа Кавказан Имарат, Severo-Kavkazskij emirat) fu uno stato islamico principalmente avaro e ceceno che esistette nel territorio della Cecenia e del Daghestan occidentale durante la guerra civile russa dal settembre 1919 al marzo 1920. La capitale temporanea dell'emirato fu stabilita nel villaggio di Vedeno e al suo capo, Uzun Hajji Saltinskj, gli fu dato il titolo di "Sua Maestà l'Imam ed Emiro dell'Emirato del Caucaso settentrionale, Sheikh Uzun Khair Haji Khan".
A metà del 1918, i soldati dell'armata dei Volontari del movimento dei Russi Bianchi sotto il generale Anton Denikin iniziarono a scontrarsi con i popoli nord-caucasici del Caucaso settentrionale. Uzun Haji, con un piccolo distaccamento di truppe, prese il villaggio di Vedeno e dichiarò guerra a Denikin.
Nel settembre 1919, Uzun Haji annunciò la creazione dell'Emirato del Caucaso settentrionale come monarchia indipendente sotto la protezione del sultano ottomano Mehmed VI. Furono stabiliti legami con gli insorti cabardi, dell'Ossezia del sud e con la Georgia, che riconobbe le autorità dell'emirato. Tuttavia, non riuscirono a rimuovere le truppe dell'armata dei Volontari dal territorio dell'emirato e divennero dipendenti dagli aiuti bolscevichi fino alla sua cessazione.
Nel gennaio 1920, la situazione militare ed economica nell'emirato cominciò a deteriorarsi e Uzun Haji acconsentì all'ingresso dell'emirato nella RSFS Russa con promesse di autonomia.

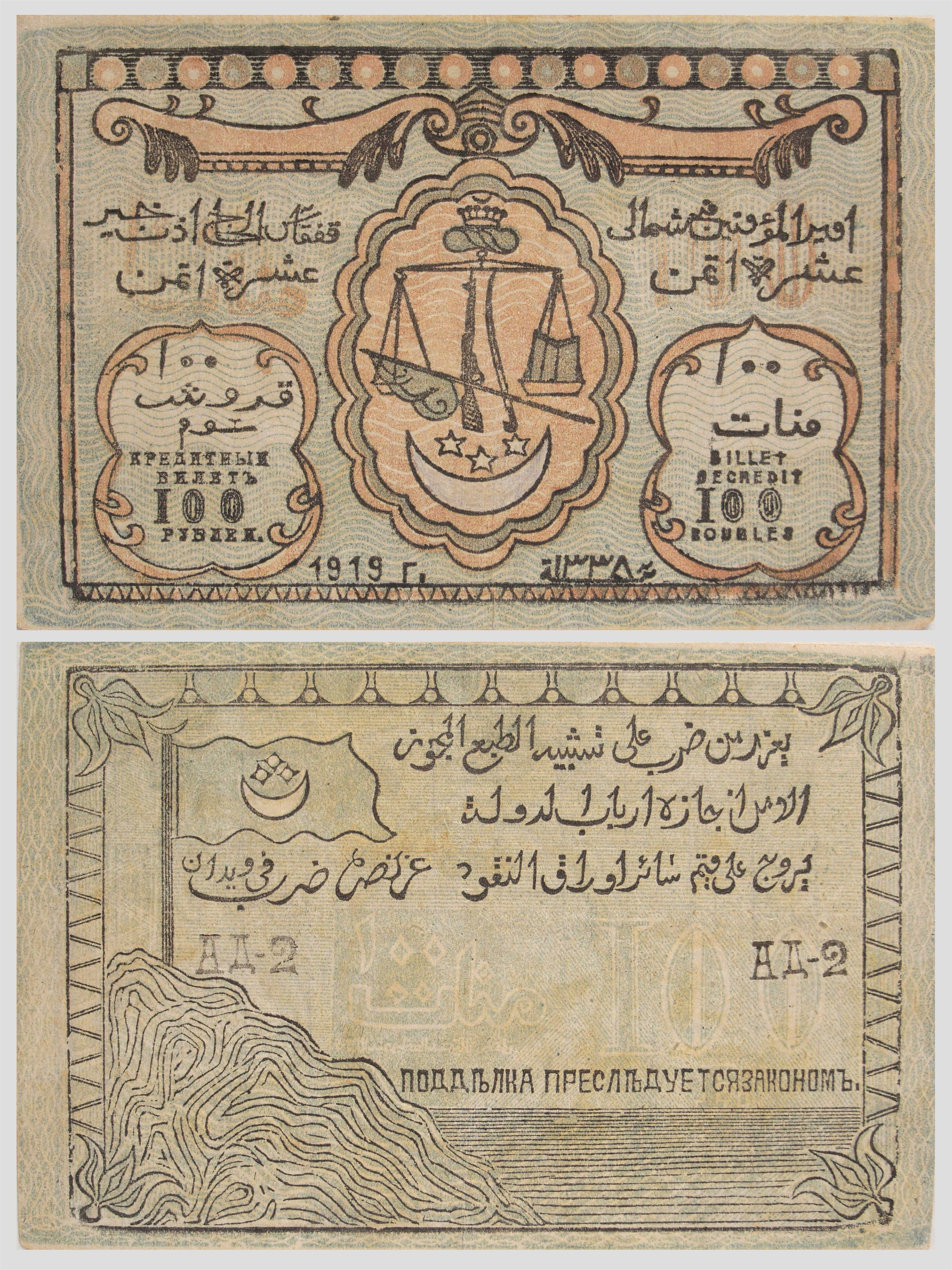
Banconota da 100 rubli dell'Emirato del Caucaso settentrionale.

Morì presto ma l'esistenza dello stato portò alla formazione della Repubblica Socialista Sovietica Autonoma delle Montagne.